# Master’s Hammer
Master's Hammer – czeski zespół muzyczny wykonujący black metal. Powstał 1983 roku w Pradze; wkrótce po wydaniu trzeciego albumu zespół zawiesił działalność. Teksty utworów były pisane wyłącznie w języku czeskim. 
W 1999 roku ukazał się tribute album poświęcony twórczości zespołu. Utwory Master's Hammer wykonały takie zespoły jak: Asmodeus, Ingrowing, Endeless, Fleshless czy Insania. Ponadto interpretacje utworów Master's Hammer nagrały grupy Stíny Plamenů, Drudkh i Behemoth. W roku 2009 grupa została reaktywowana. W tym samym roku ukazał się album Mantras wydany własnym sumptem.

## Historia
Zespół Master's Hammer powstał w 1983 roku w Pradze. W 1987 roku ukazało się pierwsze niezależne wydawnictwo zespołu zatytułowane The Ritual Murder. Kaseta została zrealizowana w składzie František Štorm (gitara), Milan "Bathory" Fibiger (gitara basowa) oraz Ferenc Fečo (perkusja). W latach późniejszych ukazały się kolejne dema zespołu zatytułowane: Finished w 1988, The Mass i Live in Zbraslav, które ukazały się rok później oraz The Fall of Idol w 1990.
W 1991 roku nakładem wytwórni muzycznej Monitor została wydana pierwsza płyta zespołu zatytułowana Ritual. Nagrane w grudniu 1990 roku wydawnictwo sprzedało się w nakładzie 25 000 egzemplarzy, natomiast do utworu "Geniové" został zrealizowany teledysk. W 1992 roku nakładem Osmose Productions ukazał się drugi album pt. The Jilemnice Occultist. Tego samego roku został wydany także minialbum Klavierstuck nagrany w Ivories Studio w Pradze. W 1995 roku ukazał się trzeci album Master's Hammer zatytułowany Šlágry. Na albumie ukazał się m.in. utwór pt. "Šavlový tanec" skomponowany przez ormiańskiego kompozytora Aram Chaczaturian. Wkrótce potem zespół został rozwiązany.
11 września 2001 roku nakładem Osmose ukazała się kompilacja nagrań zespołu pt. Master's Hammer - Ritual / Jilemnicky Okultista. W 2009 roku zespół ogłosił reaktywacje w składzie František Štorm (śpiew, gitara), Tomáš "Necrocock" Kohout (gitara), Tomáš "Monster" Vendl (gitara basowa), Honza "Silenthell" Přibyl (perkusja) oraz Vlasta Voral (instrumenty klawiszowe).
W 2009 roku jeden z ulubionych przez Tomáša Kohouta przepisów kulinarnych ukazał się  w książce Hellbent For Cooking: The Heavy Metal Cookbook (Bazillion Points, ISBN 978-0979616372). Ponadto w książce znalazły się przepisy nadesłane przez takich muzyków jak: Marcel Schirmer (Destruction), Jeff Becerra (Possessed), John Tardy (Obituary) czy Andreas Kisser (Sepultura). 

## Dyskografia
| Albumy studyjne - Ritual (1991, Monitor) - Klavierstuck (EP, 1992, Poserslaughter) - The Jilemnice Occultist (1992, Osmose) - Šlágry (1995, Kron-H, Osmose) - Mantras (2009, wydanie własne) - Vracejte konve na místo (2012, wydanie własne) Kompilacje - Ritual/Jilemnice Occultist (2001, Osmose) - Demos (2013, Jihosound Records) | Dema - The Ritual Murder (1987, wydanie własne) - Finished (1988, wydanie własne) - The Mass (1989, wydanie własne) - Live in Zbraslav (1989, wydanie własne) - The Fall of Idol (1990, wydanie własne) - Jilemnicky Okultista (1992, wydanie własne) |

## Teledyski
- "Géniové" (1991)
- "Černá Svatozář" (1991)